# Zámrsk
Zámrsk är en ort i Tjeckien.   Den ligger i regionen Pardubice, i den centrala delen av landet, 120 km öster om huvudstaden Prag. Zámrsk ligger 257 meter över havet och antalet invånare är 732.
Terrängen runt Zámrsk är huvudsakligen platt, men söderut är den kuperad. Zámrsk ligger nere i en dal. Runt Zámrsk är det tätbefolkat, med 266 invånare per kvadratkilometer. Närmaste större samhälle är Vysoké Mýto, 4,4 km sydost om Zámrsk. Trakten runt Zámrsk består till största delen av jordbruksmark.